# Edappadi K. Palaniswami
Edappadi K. Palaniswami, właśc. Edappadi Karuppa Palaniswami (tamil. இடைப்படி கே. பழனிசாமி; ur. 12 maja 1954 w Anthiyur) – indyjski rolnik i polityk, premier stanowy Tamilnadu od 2017 do 2021.

## Życiorys
Urodził się w Anthiyur w ówczesnym stanie Madras, w rodzinie należącej do społeczności Gounderów. Podstawową edukację odebrał w Koneripatti, następnie kształcił się w Siluvampalayam. Podjął studia w Sri Vasavi College w Erode. Nie ukończył ich wszakże, bardziej przejęty aktywnością polityczną, niżli zdobywaniem wykształcenia. Zawodowo związany z sektorem rolnym. Syn działaczy Drawidyjskiej Federacji Postępu (DMK), którzy po rozłamie partii (1972) zasilili szeregi nowo powstałej All India Anna Dravida Munnetra Kazhagam (AIADMK). Palaniswamy szybko (1974) poszedł w ich ślady, z czasem stał się jednym z kluczowych działaczy AIADMK w dystrykcie Salem. Wcześnie wsparł Jayalalithę w partyjnej władzę o wpływy. Już w 1985, czyli jeszcze za życia założyciela AIADMK, premiera M.G. Ramachandrana, angażował się w akcje propagandowe na jej rzecz. Do Zgromadzenia Ustawodawczego Tamilnadu został wybrany po raz pierwszy w 1989, startując z listy frakcji uznającej przywództwo Jayalalithy. Reelekcję uzyskał w 1991. Do stanowej legislatury powrócił następnie dopiero w 2011, wcześniej krótko (1998-1999) wykonywał mandat posła do izby niższej parlamentu federalnego. Dzięki wpływom w macierzystej społeczności, zdołał z niej uczynić jedną z kluczowych grup wspierających AIADMK. W 2011 wszedł w skład rządu stanowego kierowanego przez Jayalalithę, odpowiadał za resort autostrad i portów (do 2016) oraz za autostrady, porty i roboty publiczne (2016-2017). Funkcję utrzymał również w krótko istniejącym gabinecie O. Panneerselvama (2014-2015). Przez analityków uznawany był za jednego z niewielu działaczy AIADMK z przynajmniej szczątkowo niezależną bazą polityczną.
Odegrał istotną rolę w kryzysie sukcesyjnym, w którym pogrążyła się AIADMK po śmierci Jayalalithy w grudniu 2016. Związał się z frakcją uznającą przywództwo Sasikali, nowej, wzbudzającej znaczne kontrowersje sekretarz generalnej. Jako wysunięty przez nią kandydat 16 lutego 2017 stanął na czele nowego rządu, zastępując przeciwnika Sasikali O. Panneerselvama. W kolejnych miesiącach jednakże, głównie dzięki zręcznym manewrom taktycznym, był w stanie znacząco wzmocnić swą pozycję. 21 sierpnia 2017, po kilku miesiącach negocjacji ze środowiskiem O. Panneerselvama, został jednym z dwóch koordynatorów partii. Zdołał jednocześnie usunąć Sasikalę z partyjnych szeregów. W 2020 ogłoszony kandydatem AIADMK na stanowego premiera, w kontekście wyborów z 2021.
Wskazuje się, że od momentu objęcia funkcji premiera Palaniswami stopniowo próbuje budować swój wizerunek jako niezależnego, tamilskiego lidera. Nie ma wprawdzie oznak budowania wokół niego kultu jednostki, jak to miało miejsce w przypadku poprzednich premierów stanowych, zauważalne są niemniej wysiłki na rzecz portretowania go jako silnego, sprawnego polityka, skupionego na rozwoju stanu. W 2019, jako pierwszy tamilski przywódca od wielu lat udał się w podróż po Zjednoczonych Emiratach Arabskich, Wielkiej Brytanii i Stanach Zjednoczonych, na celu mając przyciągnięcie inwestycji zagranicznych.
Poślubił P. Radhę, doczekał się z nią syna. Uhonorowany doktoratem honoris causa przez Dr MGR Educational and Research Institute w Ćennaj (2019).